# Nova Providência
Nova Providência (em inglês: New Providence) é a ilha mais populosa das Bahamas, contendo mais de 70% da população total. É também sede da capital nacional, Nassau. A ilha estava originalmente sob controle espanhol, após a descoberta de Cristóvão Colombo' do Novo Mundo, mas o governo espanhol demonstrou pouco interesse em desenvolver a ilha (e as Bahamas como um todo). Nassau, a maior cidade da ilha, foi formalmente conhecida como a cidade de Charles, mas todavia em 1684 foi incendiada e destruída pelos espanhóis. Em 1695 foi reconstruída e renomeada por Nicholas Trot, para Nassau, o mais bem-sucedido "Senhor de terra", em honra do Príncipe de Orange-Nassau, o qual veio a se tornar William III da Grã-Bretanha. Os três poderes do Governo das Bahamas (também bahamense ou baamiano) - o Executivo, o Legislativo e o Judiciário - estão todos sediados na Nova Providência. A ilha funciona como o principal centro de comercio das Bahamas. É também a sede de mais de 400 bancos e companhias fiduciárias; seus hotéis e o porto são responsáveis por mais de dois terços dos mais de quatro milhões de turistas que visitam as Bahamas anualmente. Outros estabelecimentos de Nova Providência incluem Grants Town, Bain Town, Fox Hill, Adelaide, Yamacraw, South Beach, Coral Harbour, Lyford Cay, Paradise Island, Sea Breeze, Centreville, The Grove (no sul) and The Grove (na baía oeste), Cable Beach, Deportee, Gamier e Love Beach.

## Etimologia
O nome Ilha da Nova Providência tem sua origem num governante local do século XVI que deu graças à "Divina Providência" por ter sobrevivido a um naufrágio. O termo "Nova" foi adicionado mais tarde para distinguí-la de uma pequena ilha na costa das Honduras Britânicas (atual Belize), utilizada por piratas.

## História

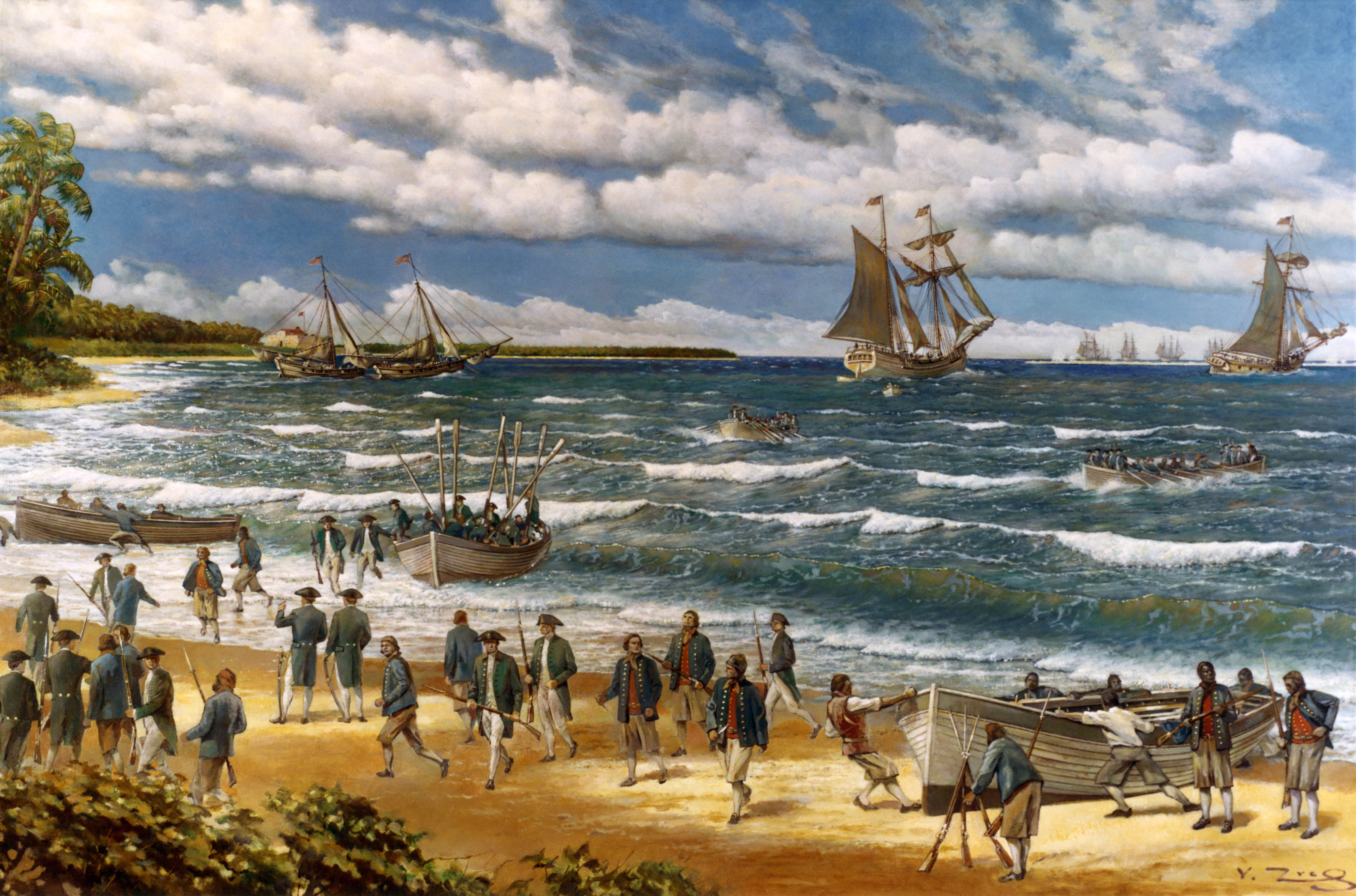
Uma representação artística da batalha de Nassau

Após 1670, coletores bermudenses de sal marinho em Grand Turk e Inagua tornaram-se visitantes frequentes da ilha. A primeira ocupação europeia duradoura ocorreu em Eleuthera, e, pouco tempo depois, em Nova Providência.
Como o porto de Nova Providência era próximo ao estreito da Flórida, tornou-se um covil/ponto estratégico para os piratas saquearem principalmente navios espanhóis que retornassem para a Espanha com ouro, prata e outras riquezas. A cidade de Nassau controlada pelos piratas pouco tinha a ver com estabelecimentos e assentamento de futuros colonos. Ela consistia principalmente de barracas de praia e bairros pobres. A cidade também era um estado livre, com poucas regras, com uma população que incluía piratas, mercenários, caçadores furtivos, escravos em fuga e charlatães. O ápice da atividade pirata foi entre 1715 até 1725, depois de ser estabelecido uma colônia formal Britânica, com governo e quartel militar junto do porto. Na batalha de 1720 da guerra da Aliança Quadrupla, uma força Espanhola atacou Nassau, mas foram repelidos pela defesa da guarnição de milícia local.
Em fevereiro de 1776, o americano patriota Esek Hopkins levou um esquadrão de mais de sete navios, num esforço para atacar a ilha de domínio britânico, a fim de conseguir o abastecimentos e munições. Em 3 e 4 de março num evento conhecido como a  Batalha de Nassau, Hopkins teve sucesso ao fazer o primeiro assalto anfíbio por forças militares americanas consistindo de 250 fuzileiros e marinheiros. Sob o fogo de cobertura dos navios de guerra USS Providência (1775)(12) e USS Hornet (1775) (10), os atacantes invadiram o Fort Montague. Os britânicos retiram para o Forte Nassau, para pouco tempo depois se renderem às forças continentais. Os norte-americanos conseguiram segurar 88 peças de canhão e 15 morteiros, mas a maior parte da muito desejada pólvora foi retirada antes da captura da ilha. Hopkins passou duas semanas a carregar os seus navios com o saque antes de finalmente voltar para casa.
O vaso de guerra Carolina do Sul (Indien 1778), da Marinha da Carolina do Sul, chegou a Havana em 12 de janeiro 1782. Na Havana, após negociações entre Alexander Gillon e os espanhóis, o vaso Carolina do Sul juntou-se a uma força de 59 embarcações transportando forças espanholas sob o comando de Bernardo Galvez. Em 22 de abril a expedição navegou para capturar a ilha de Nova Providência. A 5 de maio toda a frota tinha alcançado Nova Providência e em 8 de maio a colônia capitulou. Esta foi a terceira conquista durante a Guerra Revolucionária Americana de Nova Providência.
Após a Revolução Americana, milhares de legalistas americanos e seus escravos emigraram para a Nova Providência e ilhas próximas, na esperança de restabelecer a agricultura e fazendas. Os solos rasos e chuvas esparsas condenaram esta atividade ao fracasso, e no início do século XIX as Bahamas tornaram-se num arquipélago quase desabitado. A extracção de sal continuou aqui e ali, recolher bocados de destroços era rentável na Grande Bahama, mas a Nova Providências era a única ilha com alguma prosperidade por causa do grande estabelecimento militar britânico. As fortalezas começaram a desintegrar-se e foram abandonadas em 1850. A Nova Providência depois teve dois períodos de grande sucesso económico: durante a Guerra Civil Americana de 1861-1865, quando era um porto altamente popular para furar o bloqueio - corredores que serviam os Estados Confederados da América, e durante Lei Seca, quando era um centro de contrabando de bebidas destiladas.
Desde 1960, a Nova Providência tornou-se um destino de férias americano com muitas infra-estruturas turísticas, incluindo um porto aprofundado para navios curtos e navios de cruzeiro com muitos visitantes a hotéis que oferecem jogos de sorte. Dois terços dos 300.000 Bahamianos vivem em Nova Providência, embora esta proporção caiu um pouco com o desenvolvimento de Freeport na Grande Bahama.